# Rodolfo Fernandes
Rodolfo Fernandes är en kommun i Brasilien.   Den ligger i delstaten Rio Grande do Norte, i den östra delen av landet, 1 500 km nordost om huvudstaden Brasília. Antalet invånare är 4 417.
Omgivningarna runt Rodolfo Fernandes är huvudsakligen savann. Runt Rodolfo Fernandes är det glesbefolkat, med 15 invånare per kvadratkilometer.